# 米爾福德 (新澤西州)
米爾福德（英語：Milford）是位於美國新澤西州亨特登縣的自治市鎮。

## 人口
根據2020年美國人口普查的數據，米爾福德的面積為3.29平方千米，當中陸地面積為3.06平方千米，而水域面積為0.23平方千米。當地共有人口1232人，而人口密度為每平方千米374人。